# Alumbrados
Gli alumbrados (più raramente noti con l'equivalente italiano illuminati)  furono un movimento religioso spagnolo del XVI secolo nella forma di setta mistica.
Nonostante la mancanza di un'organizzazione e la loro esistenza pacifica, la setta fu perseguitata per eresia e messa in relazione con il protestantesimo da parte dell'Inquisizione spagnola.

## Storia
Sebbene lo storico Marcelino Menéndez y Pelayo abbia accertato l'utilizzo del termine già nel 1492 (nel 1498 compare come aluminados), facendolo derivare dalle tesi gnostiche pervenute in Spagna attraverso influenze italiane, il movimento ebbe origine in piccole città del centro della Castiglia nel 1511, pur acquisendo uno stato (carta de naturaleza) solo a partire dall'editto di Toledo del 1525.
Il movimento fu condannato dall'inquisizione spagnola nel 1525. Molti seguaci vennero perseguitati in quanto conversos (giudei convertiti al cristianesimo) o moriscos (mori convertiti), altri vennero incarcerati e/o condannati a morte.

## Il pensiero e l'ideologia
Il movimento aveva radici arabe e giudaiche e si ispirava al quietismo mistico, professava il rifugiarsi in sé stessi, a colloquio con la propria anima, in contatto diretto con Dio attraverso lo Spirito Santo mediante visioni ed esperienze mistiche. Il fedele in tal modo era portato alla purificazione dell'anima fino al dejamento, all'abbandonarsi all'amore e al volere di Dio, il quale salva, nella sua assoluta libertà di giustificazione, senza mediazioni di gerarchie ecclesiastiche. Professava un rinnovamento spirituale della Chiesa, ma non fu mai apertamente avverso all'organizzazione ecclesiastica.

## Personalità
Tra i primi animatori vi fu una donna di modeste origini, María de Santo Domingo, nata a Salamanca, nota come la Beata de Piedrahita. Ricaviamo la notizia dall'Inquisizione spagnola nel 1511, che riporta come tenesse colloqui con Gesù e la Vergine Maria. Tra le personalità più importanti ricordiamo: Isabel de la Cruz di Guadalajara, Francisca Hernández di Salamanca, María de Cazalla di Palma del Río, e i due frati Juan de Olmillos e Francisco de Ocaña.
Alcuni mistici come Teresa d'Avila furono inizialmente sospettati di far parte degli illuminati. Anche Ignazio di Loyola, mentre studiava a Salamanca nel 1527, venne condotto presso una commissione ecclesiastica e accusato di simpatia verso gli alumbrados.